# یادیرا لیرا
یادیرا لیرا ناوارو (زاده ۷ اکتبر ۱۹۷۳) یک ورزشکار و مربی مکزیکی در کاراته است. وی دو بار در سالهای ۲۰۰۴ و ۲۰۱۰ قهرمان مسابقات جهانی کاراته شد و در سال ۲۰۰۶ به مقام دوم رسید. لیرا در سال ۲۰۱۰، در بازی‌های آمریکای مرکزی و کارائیب در مایاگز، پورتوریکو موفق به کسب مدال نقره شد. در سال ۲۰۱۱ هم، در بازیهای پان امریکن در گوادالاجارا به مدال نقره دست یافت، که برای او جایزه ملی ورزش را به ارمغان آورد. وی در سال ۲۰۱۲ از مسابقات کناره‌گیری کرد تا مربی تیم کاراته جوانان مکزیک شود.